# Dysoxylum tongense
Dysoxylum tongense är en tvåhjärtbladig växtart som beskrevs av Albert Charles Smith. Dysoxylum tongense ingår i släktet Dysoxylum och familjen Meliaceae. Inga underarter finns listade i Catalogue of Life.